# 퉁소상어
퉁소상어(학명: Callorhinchus milii)는 퉁소상어는 유악 척추 동물이며, 경골어류의 등장 이후로 변화가 거의 없어 모든 척추 동물 중에서 가장 서서히 진화하는 것으로 알려져 있기에 비교 유전체학의 중요한 자료로 활용될 것으로 보인다. 퉁소 상어는 상어 계통에서 분기된 '은상어(ratfish)'계열이기 때문에 New Scientist(2014.01.08)지는 진정한 상어가 아니라고 말한다.

## 학명
Callorhinchus milii는 그리스어로, '아름다운 주둥이'를 뜻한다. 종명 'milli'는 당시의 프랑스 항해사이자 자연 학자인 Pierre Bernard Milius를 기리기 위해 붙여졌다. 

## 이름 유래
영문 이름은 elephant fish chimaera로, 토끼 이빨과 코끼리 코, 그리고 은색 빛깔 때문에 그리스 신화에 등장하는 괴물 키마이라에서 따와 붙여졌다. 한국 이름에서의 '퉁소'는 한국 관악기 중 하나로, 입구가 크고 둥근 형태를 띄고 있어서 '퉁소 상어'라고 붙여지게 되었다.

## 발견
1823년 프랑스의 자연학자 Bory De Saint-Vincent에 의해 처음 저술 되었다. 그의 저서 《Dictionnaire Classique d'Histoire Naturelle》 제 3권에 퉁소 상어에 관해 서술되어있다. 

## 형태
몸은 옆으로 납작하고 긴 주둥이를 가지고 있다. (이러한 주둥이 때문에 코끼리 물고기, 쟁기코 물고기라는 별명을 가짐) 은빛을 띠고 있으며 홍채 반사를 하고 측면에 어둡고 가변적인 무늬가 있다. 머리에는 여러 줄의 불규칙 적인 감각 구멍이 나 있고, 머리 뒤쪽에 물결 모양의 측면 감각관이 있다. 꼬리 지느러미는 상하 비대칭이고 하엽(꼬리 지느러미 아랫부분)은 뒷 지느러미와 이어져 꼬리 지느러미의 일부로 착각할 수 있다. 일반 상어와 달리 비교적 큰 날개 모양의 가슴 지느러미로 날개짓 하듯이 유영을 한다.  배 지느러미는 앞으로 굽어있다. 암컷은 70cm, 수컷은 50cm정도 자란다. 현재 125cm까지 자란 물고기가 보고되어 있다. 인간처럼 색각을 위한 세가지 원뿔 색소를 가지고 있고 등 지느러미에 매우 날카로운 가시를 가지고 있다. (가시에는 독이 있는 것으로 알려져 있으나, 아직까지 심각한 부상이 보고된 적은 없다.)

## 생활
수심 0~227m에 서식하고 호주 남부와  오스트레일리아 남부, 뉴질랜드 심해를 돌아다니며 살집이 있는 돌출 부위를 사용하여 퇴적물 속에서 전류를 감지해 이매패류를 찾아낸 다음 강력하고 납작한 이발로 으깨 먹이 활동을 하고 등 지느러미에 솟은 송곳으로 포식자에 대항한다. 일반적으로 최대 2600m의 깊은 바다에서 발견된다. 봄이 되면 암컷이 모래나 진흙 같은 곳에 25cm길이의 알을 낳는데, 이 알은 6개월에서 1년 정도의 시간이 흘러야 부화하지만, 10℃에서는 400일, 15℃에서는 180일, 20℃에서는 135일 이런 식으로 수온에 따라 부화까지의 기간이 달라진다는 기록도 있다. 어린 개체의 크기는 12cm정도 되고 15년 정도 살 수 있는 것으로 추정된다.

## 사육
싱가포르와 호주 등 해외 수족관에서 사육이 이뤄지고 있다. 일본 내에서는 2016년에 누마즈항 심해 수족관에서 퉁소 상어 알을 전시한 적이 있다. 성체는 도쿄도 도시마구 선샤인 수족관이 암컷 4개체를 수입해 2019년 3월 15일부터 일본 최초 사육 전시가 이루어졌다.

## 어획
대부분 저층 트롤 어업에 의하여 어획되며, 상업적으로 이용된다. 

## 유전체
퉁소 상어의 유전체는 살아있는 화석이라고 불리는 실러캔스를 포함하여 알려진 모든 척추 동물의 진화에 있어 가장 느리다는 것을 발견했다. (진화가 느리기에 지난 4만 2000년 동안 변한 게 별로 없다.) 이에 대해 연구팀은 퉁소 상어는 염기 서열을 가지고 있지 않으며 단백질을 만들지 못하는 DNA영역인 '인트론'의 변화가 적다며 인트론의 안전성 때문에 돌연변이가 적어 진화가 더딘 것이라고 추측한다. 또한, 퉁소 상어에게 2차 면역반응에 결정적인 역할을 하는 핵심 세포 수용체를 만드는 유전자가 없다는 사실이 새롭게 밝혀졌다.  2차 면역반응에 관여하는 유전자가 없음에도 질병에 강하고 비교적 오래 사는 원인을 밝혀낼 수만 있다면 2차 면역계의 오작동으로 고통 받는 류머티스 같은 자가 면역 질환 환자들에게 도움이 될 수 있을 것이라 한다. 그리고 퉁소 상어의 유전체는 인간 유전체의 약 3분의 1인 약 10억 개로 비교적 짧고 단순하다. 
퉁소 상어의 전체 유전체 분석을 통해 연골어류에는 분비형 칼슘 결합 인산 단백질을 암호화하는 유전자가 결핍되어있어 이들이 뼈를 형성하지 않는 이유를 밝혀내었다.  